# Cary Nord
Cary Nord (né à Calgary) est un dessinateur de bande dessinée canadien travaillant pour l'industrie du comic book de super-héros. Il de nombreux personnages du comics, de Superman à Wolverine en passant par Ghost Rider, Thor ou Conan.

## Récompenses
- 2004 : Prix Eisner du meilleur numéro ou one-shot (Best Single Issue or One-Shot) pour Conan The Legend n°0 (avec Kurt Busiek)